# SeneCura Gruppe
Die SeneCura Gruppe ist ein österreichisches Unternehmen im Bereich von Pflege und Rehabilitation. Es wurde 1998 gegründet. Es betreibt in Österreich über 80 Gesundheits- und Pflegeeinrichtungen mit rund 7.300 Betten (Stand 2023).
Die Gruppe ist seit 2015 Teil der französischen emeis Gruppe (ehemals Orpea-Gruppe). 2017 wurde die Holding Dr. Dr. Wagner Gesundheit & Pflege erworben.

## Pflegeeinrichtungen
SeneCura betreibt über 60 Pflegeeinrichtungen in Österreich. Die Einrichtungen bieten Plätze für Kurz- und Langzeitpflege, Menschen mit Demenz und anderen gerontopsychiatrischen Erkrankungen, rehabilitative Übergangspflege, Hospizbetreuung, Intensiv- und Wachkomapflege sowie Betreuung von Menschen mit Behinderung. Einige Häuser verfügen auch über einen integrierten Kindergarten oder eine Kindergruppe, um die Häuser im Sinne von Generationenhäusern zu führen. Auch Tageszentren und Apartments für betreutes Wohnen werden angeboten.

## Gesundheitseinrichtungen
Unter der Marke OptimaMed betreibt die SeneCura Gruppe in Österreich Rehabilitationszentren für alle Indikationen, Gesundheitsresorts mit Angeboten für Kur und Gesundheitsvorsorge Aktiv („Kur neu“), Therapie- und Trainingszentren sowie ein Dialysezentrum.

## Kritik
Über eine Reihe von Pflegeheimen von Senecura wurden schwere Vorwürfe erhoben: Vernachlässigung, unterernährte, wundgelegene, mit Medikamenten »ruhiggestellte« Bewohner, Quälen bis hin zu sexuellem Missbrauch sowie die Missachtung von Covid-Schutzmaßnahmen. Im Senecura-Heim in Wolfsberg (Kärnten), das insgesamt 83 Plätze hat, verstarben von November 2020 bis Februar 2021 21 Bewohner. Kritische Mitarbeiter und Angehörige wurden nach Medienberichten mit Klagen bzw. Besuchsverboten eingeschüchtert. Senecura wies alle Vorwürfe systematischer Missstände zurück. Im März 2024 übernahm die Stadt Salzburg eines der Seniorenwohnhäuser der SeneCura in Salzburg-Lehen.
Im Sommer 2024 hat die Staatsanwaltschaft Feldkirch ein Ermittlungsverfahren wegen Vernachlässigung in einem Senecura-Pflegeheim in Hard eingeleitet.